# Nike Deacon

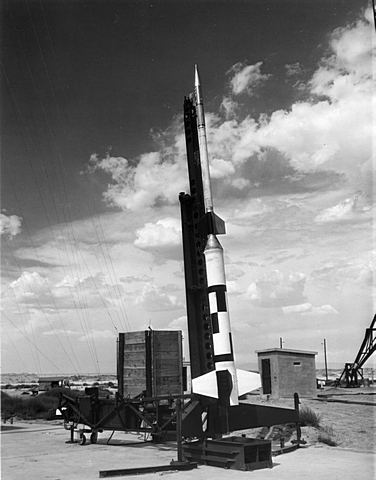
Nike Deacon

Nike Deacon ist die Bezeichnung einer amerikanischen Höhenforschungsrakete. Die Nike-Deacon hat eine Gipfelhöhe von 189 km, einen Startschub von 217,00 kN, eine Startmasse von 710 kg, einen Durchmesser von 0,42 m und eine Länge von 7,74 m.